# Siergiej Makarow (siatkarz)
Siergiej Makarow, ros. Сергей Макаров (ur. 28 marca 1980 w Moskwie) – siatkarz reprezentacji Rosji, grający na pozycji rozgrywającego. Jest wychowankiem MGSFO Moskwa. Od lutego 2020 roku występuje w drużynie Dinamo-LO.

## Sukcesy klubowe
Mistrzostwo Rosji:
- 2006, 2013
- 2004, 2007
- 2002

Puchar Rosji:
- 2006, 2012

Liga Mistrzów:
- 2007

Puchar CEV:
- 2010

## Sukcesy reprezentacyjne
Mistrzostwa Świata Juniorów:
- 1999

Liga Europejska:
- 2005

Mistrzostwa Europy:
- 2013
- 2005

Liga Światowa:
- 2013
- 2010

Puchar Świata:
- 2011

Memoriał Huberta Jerzego Wagnera:
- 2014
- 2013

Puchar Wielkich Mistrzów:
- 2013